# ラファエル・ゴダン
ラファエル・ゴダン（Raphaële Godin、1981年 - ）は、フランスの女優。

## 出演作品
- フランス、幸せのメソッド（メロディ）